# 九龙坡区
九龙坡区是重庆市下辖的市辖区，位于重庆主城区西南部，是重庆主城九区之一，亦是西部地区最大的工业区。九龙坡区被中梁山分隔东西两大部分，拥有全国首批国家综合改革试点开发区——重庆高新技术产业开发区。

## 行政区划
九龙坡区下辖9个街道办事处、10个镇：
杨家坪街道、黄桷坪街道、谢家湾街道、石坪桥街道、石桥铺街道、中梁山街道、渝州路街道、二郎街道、九龙街道、华岩镇、含谷镇、金凤镇、白市驿镇、走马镇、石板镇、巴福镇、陶家镇、西彭镇和铜罐驿镇。

## 历史沿革
九龙坡区辖地历史上相继属江州县、垫江县、巴县。民国时，随重庆市辖区面积增大，今石坪桥、谢家湾、石桥铺等地相继划入重庆市，属第八区和第十七区。1950年，第八区和第十七区合并为重庆市第四区，区政府驻大坪。1952年11月，区政府迁往李家沱。
1953年4月在李家沱、楊家坪試點，8月1日正式建立李家沱和楊家坪兩個街道辦事處，加上巴縣劃入的南泉管理局，共兩處一局。即：重慶市第四區人民政府李家沱辦事處，重慶市第四區人民政府楊家坪辦事處；重慶市第四區人民政府南泉管理局。
1954年1月15日，重慶市人民政府府秘(54)字第五號命令： 「各區可視工作之實際需要， 在精簡的原則下設立街道辦事處」。根據市府命令，區政府先後於5月27日，9月7日，10月4日在九龍坡、鶴皋岩、土橋、二九六廠廠區（謝家塆）、馬桑溪、一〇一廠廠區(即重鋼)建立辦事處。南溫泉因在1953年5月巳劃為風景區，經報請市府批准，1954年9月15日市府以處秘(54)字第41號通知改為南泉管理處。10月4日區政府決定將二九六廠廠區辦事處改為謝家塆辦事處。1954年10月5日，全區已建街道、廠區辦事處，包括人和民政室一共十個。（廠區）辦事處，南泉管理處，人和民政室。
1955年10月24日，第四区定名九龙坡区。1965年2月，划出九宫庙、新山村和跃进村3个街道建重庆市大渡口区。1986年，南泉乡和南泉街道合并设立南泉镇。1988年11月，区政府迁往杨家坪。1993年，九龙、八桥、建胜、花溪、华岩乡撤乡建镇。
1995年3月，原巴县白市驿、含谷、走马、金凤、陶家、巴福、西彭、铜罐驿8个镇和石板乡，以及沙坪坝区石桥铺街道、石桥镇（不含红岩村、联芳村）划入九龙坡区；九龙坡区所属李家沱街道、土桥街道、南泉镇、花溪镇划归巴南区；茄子溪街道、建胜镇、八桥镇，九龙镇大堰村第二、三、四村民小组划归大渡口区。1997年11月，石板乡撤乡建镇。1998年2月，区委、区政府委托重庆高新区代管石桥铺街道、石桥镇。2001年7月，中梁山街道与华岩镇合署办公。2004年8月，撤石桥镇建渝州路街道。2010年8月，石桥铺、渝州路街道随重庆高新区划归九龙坡区。2014年，将石桥铺街道分设为石桥铺街道和二郎街道，对华岩镇和中梁山街道重新分设。

## 现任领导
中共重庆市九龙坡区委书记
- 李春奎（2021年5月任）

中共重庆市九龙坡区委副书记、重庆市九龙坡区区长
- 李顺[6][7]（2021年9月任）

中共重庆市九龙坡区委副书记
- 蒋鹏[8]（2016年10月任）

中共重庆市九龙坡区委常委、重庆市九龙坡区常务副区长
- 宋泓[7]（2016年11月任，兼区政府党组副书记，2017年1月起兼区行政学校校长，负责区政府常务工作，分管发展改革（物价）、工业、信息产业、工业园区、人力资源和社会保障、就业再就业、统计、现代服务业、民营经济、督查、政务公开、电子政务工作）

中共重庆市九龙坡区委常委
- 王南[9][10]（2015年10月任，兼区委宣传部部长至2016年7月，同月起兼区委组织部长）
- 颜朝华[10]（2012年1月任，兼区委办公室主任，2016年7月起兼区委宣传部长）
- 罗林泉[8]（2016年10月任）
- 陈三惠（女）[11]（2012年1月任，2012年2月起兼任区委政法委书记）
- 李文栋[12]（2016年12月任，2018年1月起兼任区监察委主任）
- 汪平（土家族）[13][7][14]（2016年12月任，区政府党组成员，兼副区长至2017年1月，2017年3月至2018年2月兼区科技委党组书记，同月起兼区直机关工委书记，分管环境保护、生态建设工作）

重庆市九龙坡区副区长
- 周进[7]（2011年12月任，分管城乡建设、城市管理、民防、规划、机关事务工作）
- 廖勇[7]（2011年11月任，兼区公安分局党委书记、局长、区委政法委副书记，2012年9月起兼区公安分局督察长，分管公安、司法、信访、政府维稳、法制工作）
- 罗虎[15][7]（2018年1月任，挂职，分管教育工作，协助负责相关专项工作）
- 赵文明[16][7]（2017年1月任，分管招商引资、房屋管理、国土资源、土地储备（整治）、土地征收工作）
- 封波[17][7]（2016年3月任，兼区财政局局长至2016年10月，分管城乡统筹发展、农业及农村、森林防火、交通、供销工作，协助区长分管财税、金融、国资、审计工作）
- 谢嘉（女）[18][7]（2017年1月任，兼重庆高新区管委会经济发展局局长至2017年3月，分管商贸、外经外贸、外事、侨务、港澳、涉台事务、自贸区建设、科技（知识产权）、工商行政管理、质量技术监督、妇女儿童工作）
- 李洪亮[19][7]（2017年1月任，九三学社重庆市九龙坡区委主委，兼区人民法院副院长，分管文化、广播电视、新闻出版、卫生、创意产业、人口和计划生育、体育、安全监管、旅游、消防工作）

重庆市九龙坡区区长助理
- 陈祥[20][7]（2008年7月任，区政府党组成员，副厅局级，分管民政、政府应急管理、抗灾救灾、对口支援、扶贫、食品药品监督管理、档案、保密、民族、宗教、修志、社区、人武、残联工作）

## 地理

### 地形
缙云山蜿蜒西部边境，中梁山脉横亘中部，将全区分成东、西两大部分。中梁山以东以浅丘为主，一般海拔250~450米，多为海拔300米以下的沿江河谷；中梁山以西地势呈西北高、东南低，一般海拔180～400米，多为浅丘平坝。

### 气候
九龙坡区属四川盆地亚热带季风性湿润气候。水热丰富，雨热同季，日照少，无霜期长，春旱，多倒春寒，夏热多伏旱，秋多绵雨，冬多雾等特点。常年平均气温16℃~18℃，全年无霜期342天左右，年平均降水量为1105～1029豪米。

## 工業
九龍坡是重慶最重要的重工業區，轄區內有建設工業股份有限公司、长江电工股份有限公司、华能重庆电力有限公司、西南药业股份有限公司、重慶港航集團公司、重慶鋼鐵股份有限公司、鐵馬工業股份有限公司、NOKIA重慶有限公司、UT Starcom重慶有限公司、重慶空氣壓縮機廠等37家特大型企業。

## 教育
九龍坡區內有重慶理工大學、重慶科技學院、四川美術學院、重慶工業職業技術學院、重慶醫科大學、重庆广播電視大学。其中重慶理工大學為兵工系四大直屬學校之首，而四川美術學院為國內享有盛譽的藝術高等學府。
轄區內有高中43所，其中教育家陶行知創辦的重慶育才中學在國內享有盛譽。

## 全国重点文物保护单位
- 重慶抗戰兵器工業舊址群（兵工署第一兵工廠抗戰生產洞）

## 国家级非物质文化遗产
- 走马镇民间故事

## 友好城市
| 国家 | 城市           | 结好时间     |
| ---- | -------------- | ------------ |
|      | 釜山广域市中区 | 2012年7月5日 |